# Lucquy
Lucquy é uma comuna francesa na região administrativa de Grande Leste, no departamento das Ardenas. Estende-se por uma área de 5,07 km². Em 2010 a comuna tinha 614 habitantes (densidade: 121,1 hab./km²).